# Фабричка грешка
Фабричка грешка је други студијски албум панк рок бенда Six Pack из 1997. године. Албум је издат за Start Today Records из Новог Сада.
Албум је убрзо имао два реиздања. ИТММ је следеће године објавио верзију која садржи песму Karma khameleon. Хрватска издавачка кућа Достава звука објавила је овај албум у форми плоче 2013. године. Насловна песма је поново снимљена у студију крајем исте године.